# Ali İlhan
Ali İlhan (Istanbul, 8 gennaio 1980) è un regista e sceneggiatore turco.

## Filmografia
- Delik (2003) – cortometraggio
- Diventare italiano con la signora Enrica (2010)
- Human Beings (2016) – cortometraggio
- Hercai – serie TV (2020-in corso)

## Premi e riconoscimenti
- Festival del cinema "Cine de Autor" di Palma di Maiorca: 
  - Miglior regista